# Казимиров, Николай Иванович

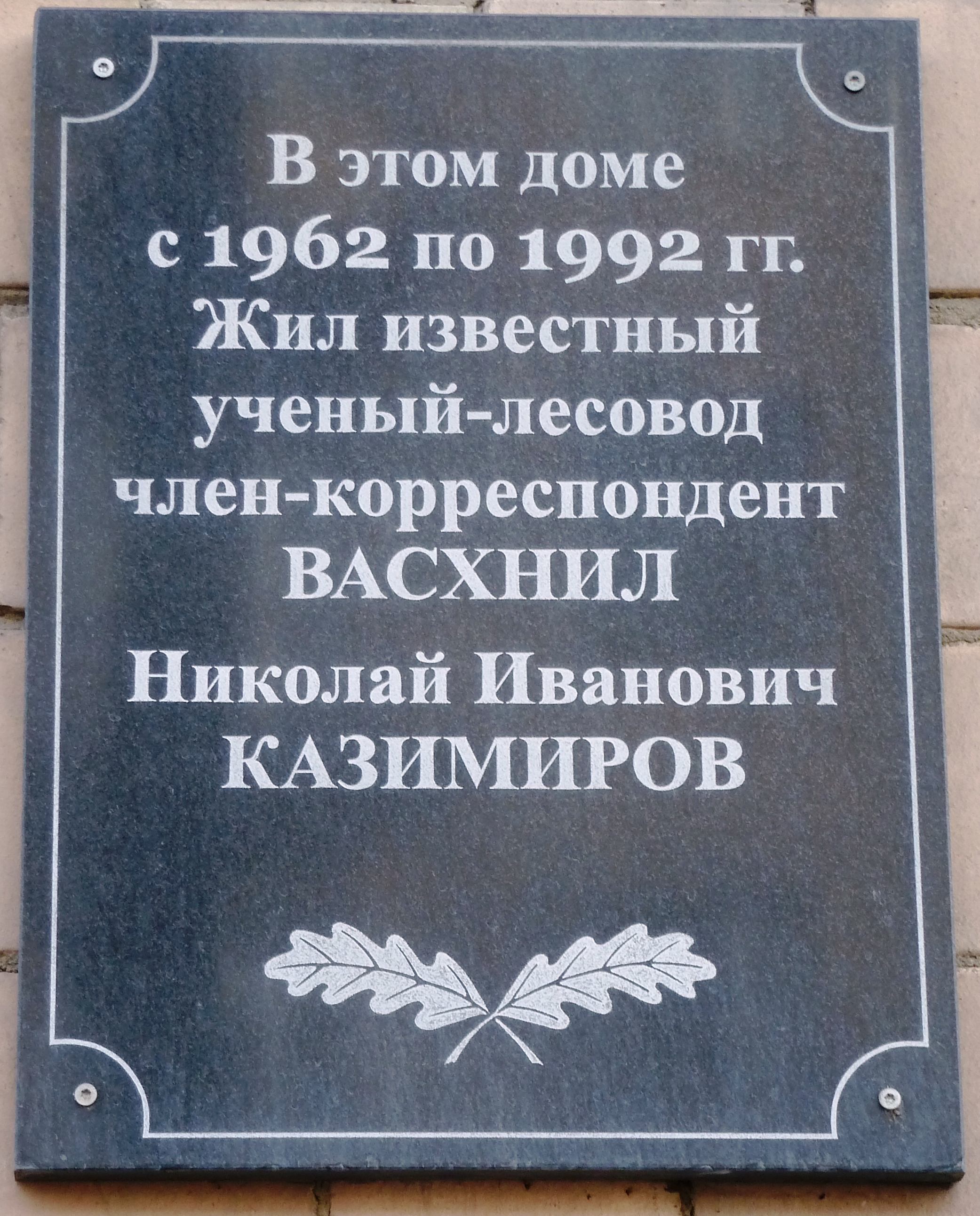
Памятная доска в Петрозаводске

Никола́й Ива́нович Казими́ров (1924—1995) — советский учёный-лесовод, доктор сельскохозяйственных наук (1971), член-корреспондент ВАСХНИЛ (1975), заслуженный деятель науки Республики Карелия (1995).

## Биография
Родился в крестьянской семье.
Участник Великой Отечественной войны. Воевал на Западном и 1-м Украинском фронтах.
В 1952 году окончил Ленинградскую лесотехническую академию.
В 1952—1954 годах работал в Ленинградском объединении «Леспроект».
С 1954 года работал в Карельском филиале АН СССР в Петрозаводске, где прошёл путь от младшего научного сотрудника до заведующего лабораторией (1968—1990)Института леса Карельского научного центра РАН.
В 1978—1989 годах организовал несколько экспедиций по меридиану от Мурманской до Херсонской областей с целью комплексного изучения влияния естественно-географических условий на формирование лесов.
В 1990—1995 годах — ведущий научный сотрудник лаборатории экологии лесных ландшафтов Института леса Карельского научного центра РАН.
Научная деятельность Н. И. Казимирова была посвящена проблемам количественной экологии таёжных лесов. Он разработал методики изучения и математического моделирования зависимости роста лесных культур от многочисленных экологических факторов.

## Избранные научные труды
Является автором более 120 научных работ, в том числе 14 книг и брошюр, из них 4 монографии.
- Ельники Карелии. — Л.: Наука. Ленингр. отд-ние, 1971. — 139 с.
- Биологический круговорот веществ в ельниках Карелии / Соавт. Р. М. Морозова. — Л.: Наука. Ленингр. отд-ние, 1973. — 175 с.
- Обмен веществ и энергии в сосновых лесах Европейского Севера / Соавт.: А. Д. Волков и др.; АН СССР. Карел. фил. Ин-т леса. — Л.: Наука. Ленингр. отд-ние, 1977. — 303 с.
- Органическая масса и потоки веществ в березняках средней тайги / Соавт.: Р. М. Морозова, В. К. Куликова. — Л.: Наука Ленингр. отд-ние, 1978. — 216 с.
- Экологическая продуктивность сосновых лесов: Мат. модель / РАН. Карел. науч. центр. Ин-т леса. — Петрозаводск, 1995. — 120 с.

## Память
В Петрозаводске на доме по ул. Куйбышева, в котором жил Н. И. Казимиров, установлена памятная доска.